# King City (Oregon)
King City az Amerikai Egyesült Államok északnyugati részén, Oregon állam Washington megyéjében helyezkedik el. A 2010. évi népszámláláskor 3111 lakosa volt. A város területe 1,86 km², melynek 100%-a szárazföld.
Nevét a Tualatin Development Company, Inctől kapta; az összes utcát királyokkal kapcsolatos dolgokról nevezték el. A városban a tűzoltási- és elsősegélynyújtási feladatokat a Tualatin Valley Fire and Rescue látja el.

## Történet
King City egy a Tualatin Development Company, Inc. által 1964-ben létrehozott tervezett közösség. 1966 márciusában költözhettek be az első lakók; mindegyikük 50 év feletti volt. A 110 hektáros terület 1978-ban készült el teljesen. Az életkor-korlátozás betartásáért a King City Civic Association felelt.
A tisztességes lakhatásról szóló törvény értelmében 1988-ban a korhatárt 55 évre növelték, később azonban ezt eltörölték, és bárki ideköltözhetett. Tervezik a város nyugati, a portlandi agglomeráció határán belül.

## Népesség

### 2010
A 2010-es népszámláláskor a városnak 3111 lakója, 1735 háztartása és 729 családja volt. A népsűrűség 1668,3 fő/km2. A lakóegységek száma 1920, sűrűségük 1029,6 db/km2. A lakosok 89%-a fehér, 1,8%-a afroamerikai, 0,4%-a indián, 5,2%-a ázsiai, 0,3%-a a Csendes-óceáni szigetekről származik, 1,3%-a egyéb, 2,1%-a pedig kettő vagy több etnikumú. A spanyol vagy latino származásúak aránya 4,5% (3,2% mexikói, 0,3% Puerto Ricó-i,  1% egyéb spanyol vagy latino származású.)
A háztartások 12%-ában élt 18 évnél fiatalabb. 34,2% házas, 6,2% egyedülálló nő, 1,6% egyedülálló férfi, 58% pedig nem család. 54,1% egyedül élt; 43,7%-uk 65 éves vagy idősebb. Egy háztartásban átlagosan 1,75 személy élt; a családok átlagmérete 2,63 fő.
A medián életkor 63,9 év volt. A város lakóinak 13%-a 18 évesnél fiatalabb, 2,3% 18 és 24 év közötti, 15,4%-uk 25 és 44 év közötti, 21,4%-uk 45 és 64 év közötti, 48%-uk pedig 65 éves vagy idősebb. A lakosok 38,2%-a férfi, 68,1%-a pedig nő.

### 2000
A 2000-es népszámláláskor  a városnak 1949 lakója, 1389 háztartása és 480 családja volt. A népsűrűség 1791,7 fő/km2. A lakóegységek száma 1488, sűrűségük 1367,9 db/km2. A lakosok 98,31%-a fehér,  0,15%-a indián, 0,92%-a ázsiai,  0,1%-a egyéb-, 0,51%-a pedig kettő vagy több etnikumú. A spanyol vagy latino származásúak aránya 0,51% (0,2% mexikói,  0,1% kubai, 0,3% pedig egyéb spanyol/latino származású.)
A háztartások 0,6%-ában élt 18 évnél fiatalabb. 31,4% házas, 2,9% egyedülálló nő; 65,4% pedig nem család. 63,4% egyedül élt; 55,2%-uk 65 éves vagy idősebb. Egy háztartásban átlagosan 1,4 személy élt; a családok átlagmérete 2,09 fő.
A város lakóinak 0,9%-a 18 évesnél fiatalabb, 0,5% 18 és 24 év közötti, 3%-uk 25 és 44 év közötti, 16,7%-uk 45 és 64 év közötti, 78,9%-uk pedig 65 éves vagy idősebb. A medián életkor 76 év volt. Minden 100 nőre 50,2 férfi jut; a 18 évnél idősebb nőknél ez az arány 49,8.
A háztartások medián bevétele 28 617 amerikai dollár, ez az érték családoknál $49 444. A férfiak medián keresete $39 917, míg a nőké $33 750. A város egy főre jutó bevétele (PCI) $27 536. A családok %-a, a teljes népesség 2,4%-a élt létminimum alatt; a 18 év alattiaknál ez a szám %, a 65 évnél idősebbeknél pedig 2,1%.

## Fordítás
Ez a szócikk részben vagy egészben  a   King City, Oregon című angol Wikipédia-szócikk ezen változatának fordításán alapul.  Az eredeti cikk szerkesztőit annak laptörténete sorolja fel. Ez a jelzés csupán a megfogalmazás eredetét és a szerzői jogokat jelzi, nem szolgál a cikkben szereplő információk forrásmegjelöléseként.